# Роздольская, Эмилия
Эмилия Роздольская (нем. Emily Rosdolsky, урождённая Медер (нем. Meder), 2 июня 1911, Вена — 3 сентября 2001, Вена) — австрийский общественно-политический деятель, активная участница антифашистской и профсоюзной деятельности и феминистского движения. Жена украинского марксиста Романа Роздольского, автор воспоминаний и предисловий к произведениям мужа.

## Биография
В социалистическом движении с 14 лет: в 1925 году вступила в Свободный союз социалистических школьников. Участвуя в демонстрации, переросшей в столкновения между Республиканским шуцбундом и полицией (1927), познакомилась со своим будущим мужем. В 1928 году вступила в Коммунистическую партию Австрии. Вместе с Романом Роздольским поддерживала Левую оппозицию и Льва Троцкого, отстаивая троцкистские позиции в борьбе со сталинистами и сторонниками Генриха Брандлера.
После подавления пролетарского восстания против фашистской диктатуры Дольфуса и расправы над рабочим движением в Австрии в 1934 супруги Роздольские были вынуждены перебраться во Львов. После начала Второй мировой войны в оккупированном нацистами Кракове они устроили мастерскую, ставшую прикрытием для подпольного антифашистского кружка Адама Лютмана и помощи беглецам из краковского гетто. После войны выехали в США.
Эмилия Роздольская вернулась в Вену в 1971 году. До своей смерти в возрасте 90 лет в 2000 году, она поддерживала контакты с левыми, антифашистскими и антисталинистскими кругами, в частности, с Группой революционных марксистов (ныне Социалистическая альтернатива) — австрийской секцией Воссоединённого Четвёртого интернационала

## Работы
- Fritz Keller, Emmy Rosdolsky: 40 Jahre Trotzkistenprozesse in Wien. In: Gruppe Revolutionäre Marxisten (Hrsg.): rotfront. Nr. 8–9, Wien 1977.
- Emily Rosdolsky: Franz Koritschoner. In: Memorial (Hrsg.): Österreichische Stalinopfer. Wien 1990, S. 69–76.